# アーネスト・エドウィン・スペート
アーネスト・エドウィン・スペート（英語: Ernest Edwin Speight, 1871年12月6日 - 1949年10月17日）はイギリス・ヨークシャー出身の英語教師、教育者、作家。

## 経歴
20年間東京帝国大学及び旧制第四高等学校において英語文学部教授として教鞭をとった。その後の20年間はインド・ハイデラバードのオスマニア大学で英語教授をつとめた。1949年に ウダカマンダラムで死去。
早年にはウィリアム・バトラー・イェーツ、アルフレッド・エドワード・ハウスマン、ジョージ・バーナード・ショーらと交流。晩年にはラビンドラナート・タゴール、オーロビンド・ゴーシュ、マハトマ・ガンディー、ペトロス・ティス・エラザスらの知己を得た。

## 受賞・栄典
- 勲五等双光旭日章を受章[1]。

## 研究内容・業績
- インド滞在中はニールギリ丘陵の諸民族についての研究にあたった。トダ族の文法の研究中に死去。[2][3]
- 数多くの英語教科書を執筆しており、この内の幾つかは21世紀においてもインドの英語講義に用いられている[4]。スペートはフィクションや詩、音楽も手掛け、アンソロジーの編集も行った。
- 共同経営者のR. H. Walpoleと共にイギリス・デヴォンのティンメス(Teignmouth)に拠点を置く出版社、セラサンズ・ヘッド・ライブラリーを設立した[5][6]。

## 私生活
スペートは二度の結婚歴がある。1899年7月11日にはノルウェー人Ragna Grõnと結婚し息子アーサーを儲けた。後にインドにおいて30歳年下のDoris Allixを後妻として迎え、彼女との間に2人の息子ピーターとマイケルを儲けた。